# Cécile Cauterman
Cécile Cauterman née Maria Cecilia Boonans le 22 mars 1882 à Gand (Belgique) et morte le 11 mars 1957 dans cette même ville est une dessinatrice et peintre belge.

## Biographie
Maria Cecilia Boonans, elle épouse Émile Cauterman, un ingénieur civil, en 1906. Elle obtient une dérogation spéciale au dessin d'après modèle vivant à l'Académie de Gand, qui est réservée aux étudiants de sexe masculin. Lors du Salon de Bruxelles de 1914, elle expose La Robe de velours et Portrait de vieille.
Ses portraits de pauvres et de marginaux dessinés sans concessions, à la limite de la caricature, sont difficilement acceptés par la critique. En 1937, elle participe à une grande exposition internationale des femmes artistes européennes au musée du Jeu de Paume à Paris en compagnie d'autres artistes telles que Charley Toorop, Jacoba Surie (en), Tamara de Lempicka, Lea Halpern (nl) et Julie Winterová-Mezerová (cs).
L'écrivaine gantoise Simone Bergmans publie en 1943 Les peintres de la vie profonde : Cécile Cauterman et Rainer Maria Rilke, qui établit des ponts entre l'œuvre de Cécile Cauterman et du poète autrichien Rainer Maria Rilke. Le travail de Cauterman est également le sujet de la nouvelle Le Collier d'épines. 7 dessins de Cécile Cauterman illustrés par 7 nouvelles et quelques autres par Simone Bergmans, publié à Gand en 1948.
Cécile Cauterman continue de présenter son travail jusqu'aux années 1950. Elle meurt à Gand, le 11 mars 1957 et est enterrée au Campo Santo de Gand.